# Lycengraulis limnichthys
Lycengraulis limnichthys är en fiskart som beskrevs av Schultz, 1949. Lycengraulis limnichthys ingår i släktet Lycengraulis och familjen Engraulidae. Inga underarter finns listade i Catalogue of Life.